# أييوس ديميتريوس (إراكليون)
أييوس ديميتريوس (Άγιος Δημήτριος) هي مدينة في إراكليون في اليونان.
يبلغ عدد سكانها حوالي 694   نسمة.